# 찬스 (코마츠 미호의 노래)
〈찬스〉(일본어: チャンス)는 코마츠 미호의 다섯 번째 싱글이다.

## 개요
- 원래 후지 TV계 방송의 정보 프로그램 《메자마시 TV》의 테마송의 제의를 받아서 제작됐기 때문에 처음에는 CD화할 예정은 전혀 없었지만, 온에어됨과 동시에 주목을 받으며 문의가 많았기 때문에 갑작스럽게 CD화에 이르게 됐다는 에피소드가 있다. 그 때문에 커플링곡의 수록은 없었던 것이다.
- 앞에서 서술한 대로, 처음에는 CD화할 예정이 없었기 때문에 방송에서의 사용 개시 처음에는 원코러스만 제작되어있지 않고, 편곡도 다르게 키도 반음 올린 상태로 가창되고 있었다. CD화에 맞추서, 편곡을 해서, 키도 반음 내리고 새롭게 수록해서, 현재의 CD 수록 버전이 됐다. 또한, 사용이 되고나서 10년후인 2008년 7월 4일에는 〈메자마시 플라워 로드〉 코너의 BGM으로 사용됐다.
- 누계 매상 장수 20만장.

## 수록곡
1. 찬스(일본어: チャンス)
  - 작사 · 작곡: 코마츠 미호, 편곡: 후루이 히로히토

후지 TV계 전국 넷 《메자마시 TV》 테마 송.
6번째 음반 《코마츠 미호 6th: 꽃이 가득한 들판》에서는 〈찬스 (RECHANCE)〉로 리믹스 곡이 수록되어있다.
2. 찬스 (original karaoke)

## 같이 보기
- 후루히 히로히토